# Earl McGraw
Earl McGraw è un personaggio fittizio ideato da Quentin Tarantino e Robert Kurtzman.
Appare in alcuni lungometraggi scritti o diretti da Tarantino, come Dal tramonto all'alba (1996), Kill Bill: Volume 1 (2003) e Grindhouse (2007), e nella serie TV Dal tramonto all'alba - La serie (2014) ispirata all'omonimo film. Earl è interpretato da Michael Parks nei lungometraggi, e da Don Johnson e Jesse Johnson nella serie TV.
McGraw è sempre rappresentato come un rappresentante della legge caratterizzato da modi bruschi, aspetto curato e linguaggio sboccato, ma il suo grado militare varia da opera a opera: in Dal tramonto all'alba è un ranger texano, mentre nelle altre opere è uno sceriffo. Poiché il grado di "ranger" è superiore a quello di "sceriffo", nell'ipotesi che i film di Tarantino siano ambientati in un mondo narrativo condiviso, Dal tramonto all'alba potrebbe essere ambientato dopo Kill Bill e Grindhouse, e McGraw potrebbe aver ricevuto una promozione nel lasso di tempo trascorso fra i primi due film e il terzo. Lo stesso può essere ipotizzato per il figlio Edgar, che da Kill Bill a Grindhouse sale di grado da poliziotto a sceriffo.

## Biografia del personaggio

### Dal tramonto all'alba
In Dal tramonto all'alba, Earl McGraw appare solamente nella scena iniziale nella quale, dopo aver meticolosamente descritto la sua giornata, viene ucciso da Richard Gecko (Quentin Tarantino) durante una rapina al negozio di liquori che poco dopo esploderà a causa sua e del fratello Seth (George Clooney).

### Kill Bill: Volume 1
(Sceriffo Earl McGraw ad Edgar McGraw, dai dialoghi di Kill Bill: Volume 1)
In Kill Bill: Volume 1, Earl McGraw è lo sceriffo incaricato di accorrere alla cappella di El Paso, in Texas, dove è avvenuto il massacro della Sposa a opera della Di.V.A.S. McGraw è accompagnato da suo figlio Edgar (James Parks), anch'egli nel corpo di polizia texano e chiamato dal padre con il nomignolo di «figlio numero 1». Giunto nel luogo della strage, McGraw asserisce che si tratta di un lavoro da professionisti e che solo una mente folle può avere ordito quella carneficina. In lui c'è quasi un'ammirazione malcelata per la precisione del lavoro dei killer. McGraw è l'uomo che scopre che la sposa (Uma Thurman) è ancora viva, ma in coma.
(Sceriffo Earl McGraw, dai dialoghi di Kill Bill: Volume 1)

### Grindhouse
In Grindhouse - A prova di morte, il primo segmento di Grindhouse, Earl McGraw e suo figlio Edgar, sempre chiamato «figlio numero 1», sono gli sceriffi incaricati di svolgere le pratiche burocratiche riguardanti la morte delle ragazze a opera di Stuntman Mike. Nonostante McGraw scopra che il responsabile dell'incidente potrebbe non essere l'alcol e la droga ingurgitati dalle ragazze, egli rinuncia al compito «per seguire il campionato NASCAR», dato che Stuntman Mike non si sarebbe fatto più vivo in Texas.
In Grindhouse - Planet Terror, il secondo segmento di Grindhouse, Earl McGraw è uno dei membri della resistenza contro i mutanti infetti dal DC-2 a fianco dei suoi colleghi Hague e Tolo: sua figlia è Dakota Block, la dottoressa che aveva in cura Stuntman Mike nel primo segmento della pellicola, e sua moglie è Ramona McGraw, affetta da un tumore, che viene infettata dal DC-2. Earl la ucciderà e si unirà al gruppo di sua figlia per sopravvivere. Verso la fine del film Earl salva sua figlia uccidendo il dottor William Block, il marito di Dakota, che è stato anche lui infettato, e va a vivere con Cherry Darling e gli altri sopravvissuti in Messico.
(Sceriffo Earl McGraw dopo avere ucciso il marito di Dakota, dai dialoghi di Grindhouse - Planet Terror)

## Curiosità
- In Kill Bill: Volume 1, Earl McGraw sfoggia una vasta collezione di occhiali da sole poggiati sul cruscotto della sua auto: un riferimento alla collezione di occhiali da sole dello sceriffo del film Rollercar - Sessanta secondi e vai!.